# Протестантская церковь Сенегала
Протестантская церковь Сенегала (фр. Eglise protestante du Sénégal) — реформатская протестантская христианская конфессия в Африке.

## История
В 1863 году Парижское евангелическое миссионерское общество отправило своих миссионеров в Сенегал, чтобы осуществлять миссионерскую деятельность среди мусульман. В 1972 году была основана «Протестантская церковь Сенегала». В 2015 году церковь насчитывала 4 прихода и 1000 членов.

## Современное состояние
В настоящее время руководство церкви полностью в руках местных сенегальских пасторов. Её штаб-квартира находится в Дакаре. В этом же городе проживает самое большое количество прихожан церкви.
В исламизированном на 90% обществе церковь продолжает свое свидетельство и играет важную роль в установлении исламско-христианского диалога. В главном приходе Дакара, а также в приходах Сен-Луи, Тиеса и Бамбея проживает около 200 семей. Прихожанами церкви являются в основном проживающие в Сенегале иностранцы.

## Доктрина
Церковь придерживается пресвитерианской традиции и доктрины.

## Межцерковные связи
Церковь является членом Всемирного сообщества реформатских церквей.

## Внешние ссылки
- Страница церкви на сайте Сообщества миссионерских церквей